# Bandar Abbas
Bandar Abbas er en havneby på Irans sydlige kyst ved Den Persiske Golf. Byen er hovedby i Hormozgan provinsen. Byen har en strategisk vigtig placering ved Hormuzstrædet. Byen har mere end 250.000 indbyggere. Blev besat af portugiserne i perioden 1521-1602.
- Wikimedia Commons har flere filer relateret til Bandar Abbas